# Asociación Española
La Asociación Española de Socorros Mutuos (ASESP), más conocida como Asociación Española es una institución uruguaya de asistencia médica mutual, fundada en 1853, por miembros de la colectividad española en Uruguay. 
Su creación es considerada como el inicio del mutualismo en Uruguay y en América Latina.  

## Historia
Hacia antes de 1853 la ciudad de Montevideo contaba únicamente con una institución hospitalaria, el entonces Hospital de la Caridad. La presencia de un único centro de atención planteaba diversas dificultades en lo que respecta a la atención y pero también a la escasez, esto motivaría a un grupo de inmigrantes españoles que inspirados en el modelo europeo del mutualismo crearían la primera mutualista médica del país y de América Latina.
El 25 de septiembre de 1853, el grupo de jóvenes inmigrantes integrados por José María Buyo, José María Cordero y Miguel Roldoz sé reunieron en una casa situada en la Ciudad Vieja de Montevideo, en donde con la participación de sus primeros socios, mayoritariamente españoles, conformaron la Asociación Española de Socorros Mutuos.
El objetivo era brindar atención en caso de enfermedad, desocupación e invalidez, a los miembros de la colectividad española, la cual crecía significativamente por la creciente oleada de inmigración hacia Uruguay. La institución  se financiaría a través del cobro de una cuota mensual a sus socios, que le permitía a estos recibir atención médica y odontológica, así como a productos farmacéuticos y subsidio en caso de desempleo.
Según el reglamento para ser admitido en la asociación se debía ser español de entre 12 y 60 años, gozar de buena reputación, no padecer alguna enfermedad crónica y ejercer alguna profesión, arte u oficio. Asimismo, preveía la repatriación en caso de que el socio se viera imposibilitado de seguir ejerciendo su profesión, o si después de treinta días de subsidio, la enfermedad fuera declarada “grave”.
En 1871 se permitió la afiliación de personas de nacionalidad uruguaya. En 1920 comenzó a construirse el futuro sanatorio y sede principal de la institución, el cual fue inaugurado en 1926, ubicado en el barrio montevideano de Cordón. En 1950, al cumplirse el centenario de su creación, comenzó la descentralización en la ciudad, inaugurando nuevas sedes en otros barrios de la capital.

## Actualidad

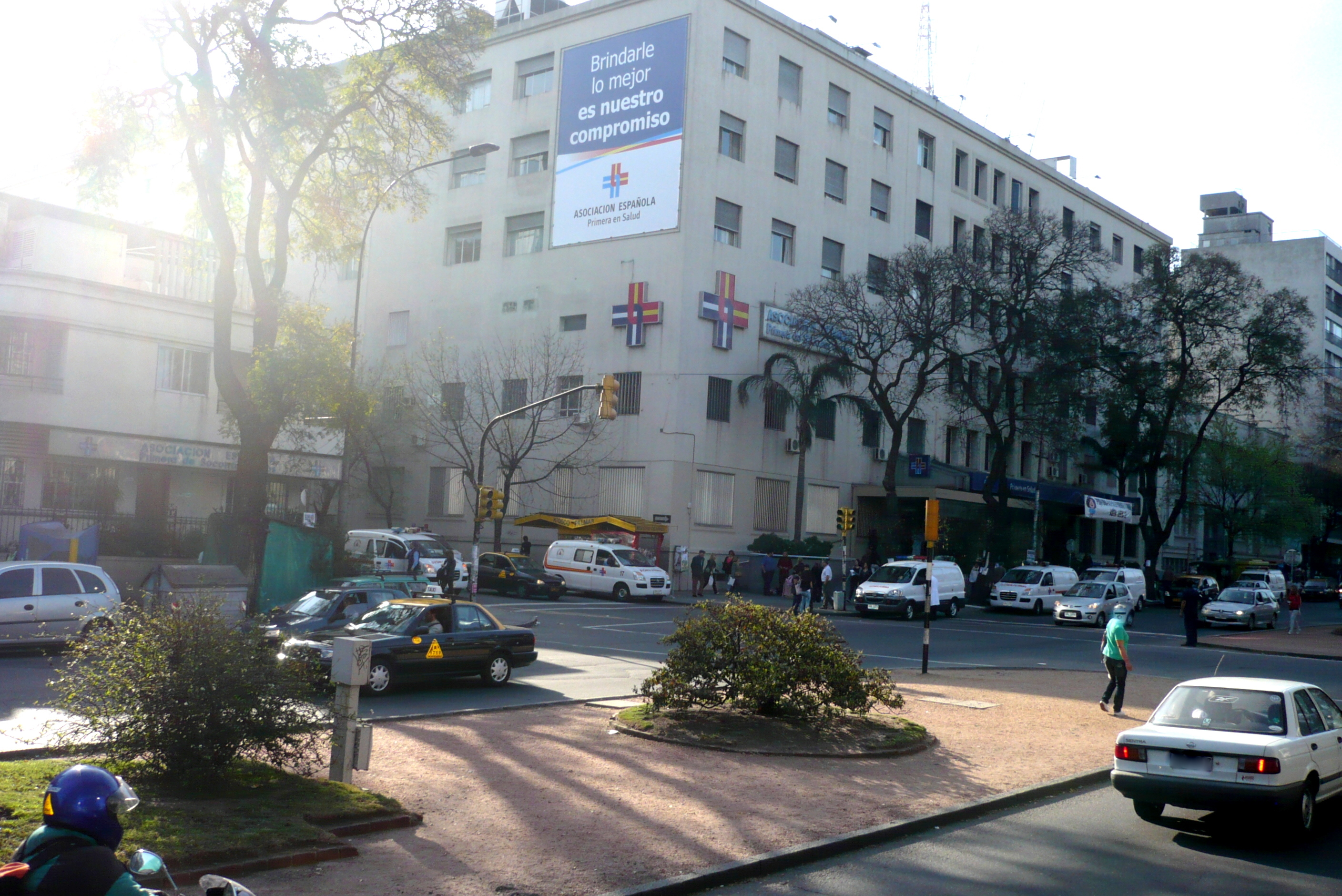
Sanatorio Enrique Cabal sobre Bulevar Artigas y Palmar.

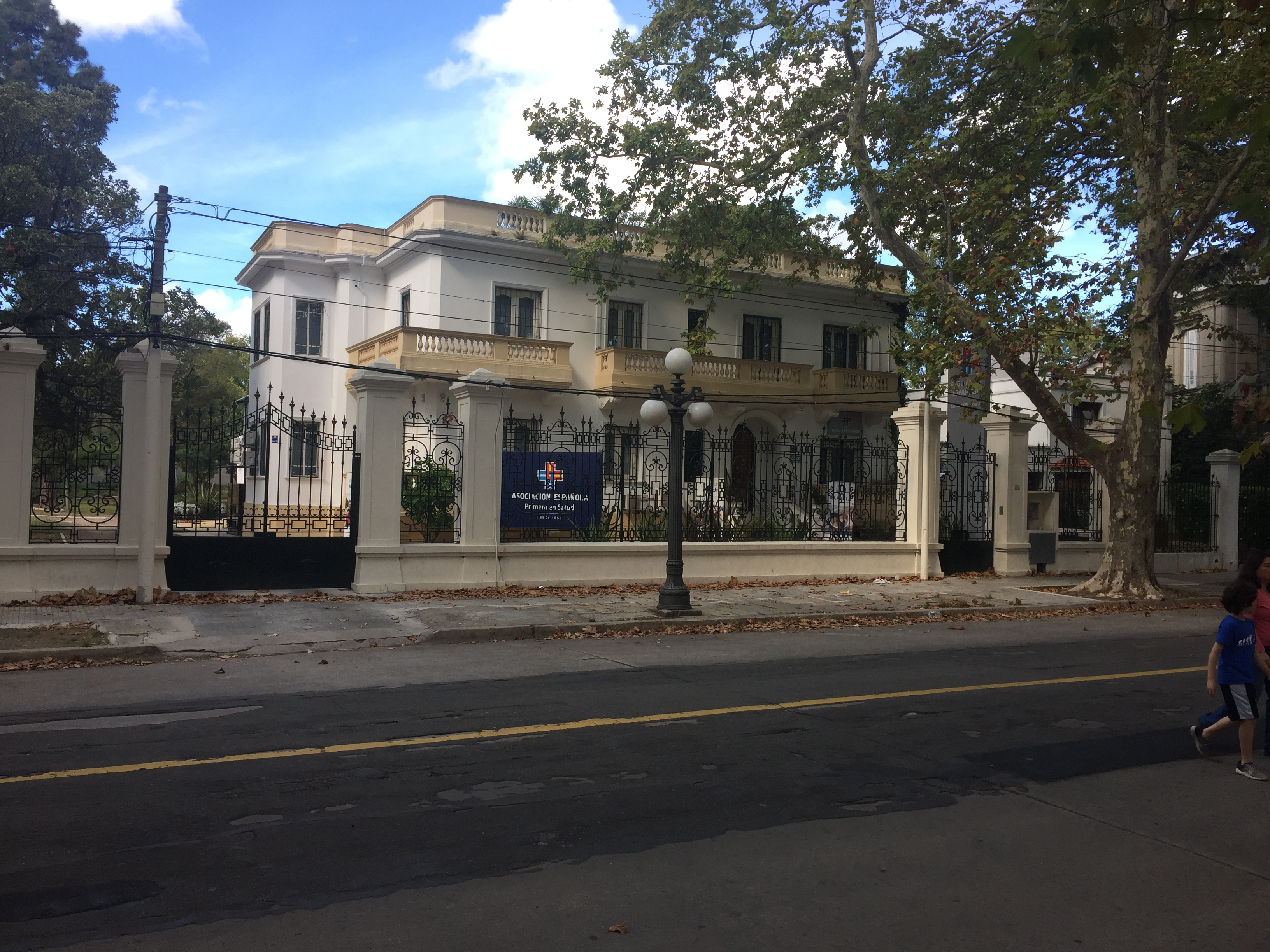
Policlínico Prado sobre la Avenida Suárez

En la actualidad, cuenta con dos sanatorios en Montevideo, el Sanatorio Enrique Cabal y el Sanatorio Oscar Magurno, ambos en el barrio de Tres Cruces. Cuenta además con una amplia red de centros médicos, en toda el área metropolitana de Montevideo.
En 2011, la mutualista GREMCA que atravesaba problemas económicos, se fusionó con la Asociación Española.
En 2019 se conformó el servicio de emergencia médica móvil denominado Española Móvil y el servicio de acompañantes.Desde 2022 está a cargo de la administración del Hogar Español de Montevideo, ubicado en Paso de las Duranas.

## Cultura

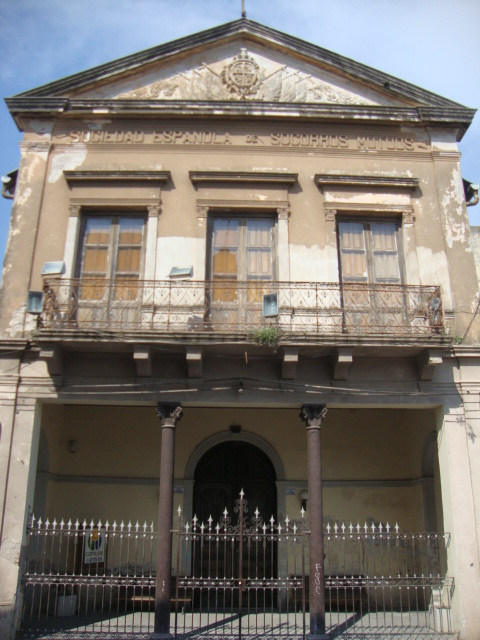
Teatro Colón de Canelones

Cómo forma de contribuir a la cultura y la labor social, contó con diversos edificios culturales en muchas ciudades del país. Ejemplo de ellos son los todavía existentes Teatro Español y Teatro España, en las ciudades de Durazno y Melo. Así como también el Teatro Colón de Canelones, el cual se encuentra en obras de restauración.